# Rochester (Wisconsin)
Rochester és una població dels Estats Units a l'estat de Wisconsin. Segons el cens del 2000 tenia 1.149 habitants.

## Demografia
Segons el cens del 2000, Rochester tenia 1.149 habitants, 410 habitatges, i 307 famílies. La densitat de població era de 905,4 habitants per km².
Dels 410 habitatges en un 43,2% hi vivien nens de menys de 18 anys, en un 61,7% hi vivien parelles casades, en un 9,5% dones solteres, i en un 24,9% no eren unitats familiars. En el 19,8% dels habitatges hi vivien persones soles el 6,3% de les quals corresponia a persones de 65 anys o més que vivien soles. El nombre mitjà de persones vivint en cada habitatge era de 2,8 i el nombre mitjà de persones que vivien en cada família era de 3,22.
Per edats la població es repartia de la següent manera: un 30,5% tenia menys de 18 anys, un 7,5% entre 18 i 24, un 33,3% entre 25 i 44, un 21,8% de 45 a 60 i un 6,8% 65 anys o més.
L'edat mediana era de 35 anys. Per cada 100 dones de 18 o més anys hi havia 100,5 homes.
La renda mediana per habitatge era de 55.063 $ i la renda mediana per família de 61.875 $. Els homes tenien una renda mediana de 42.159 $ mentre que les dones 30.184 $. La renda per capita de la població era de 21.609 $. Aproximadament el 4,9% de les famílies i el 4,7% de la població estaven per davall del llindar de pobresa.

## Poblacions més properes
El següent diagrama mostra les poblacions més properes.